# فيصل الجحدلي
فيصل الجحدلي لاعب سعودي من مواليد 15 يوليو 1981.
يلعب في نادي التعاون السعودي
كانت بداياته مع نادي الطائي السعودي وتألق مع الطائي بشكل ملفت وبعد انتهاء عقده مع الطائي في موسم 2008 انتقل إلى نادي الاتفاق السعودي لكن لم يظهر مع الاتفاق بالشكل المطلوب واعاره الاتفاق إلى نادي الأنصار السعودي بعدها انتقل إلى السعودي و بعدها عاد إلى الطائي .

## روابط خارجية
- فيصل الجحدلي على موقع Soccerway.com (الإنجليزية)
- فيصل الجحدلي على موقع كووورة